# Ștefan Golescu
Ștefan Golescu (Câmpulung, 1809 – Nancy, 27 agosto 1874) è stato un politico rumeno, due volte ministro degli Esteri (dal 1º marzo al 5 agosto 1867 e dal 13 novembre 1867 al 30 aprile 1868)  e primo ministro della Romania dal 26 novembre 1867 al 12 maggio 1868.